# Coprates
Coprates és una característica d'albedo a la superfície de Mart, localitzada amb el sistema de coordenades planetocèntriques a -14.83 ° latitud N i 295 ° longitud E. El nom va ser aprovat per la UAI l'any 1958 i fa referència a Coprates, antic nom de l'actual riu Ab-I-Diz, Iran.